# Calia e simenza
La calia e simenza è una preparazione tipica siciliana, composta da ceci e semi di zucca. Viene preparata e consumata, sia in estate che in inverno, in tutta la Sicilia in occasione delle feste patronali (come quella di Sant'Agata a Catania, della Madonna della Lettera a Messina, della Madonna del Lume a Porticello o di Santa Rosalia a Palermo)  e altri eventi e celebrazioni di grande rilievo, come feste rionali o processioni religiose.

## Preparazione
La càlia si prepara tostando (in siciliano caliannu) dei ceci e poi salandoli. La simènza, invece, si ricava dai semi di zucca secchi, che subiscono la stessa preparazione della calia.
Di solito, la calia e la simenza sono vendute da commercianti ambulanti che le preparano sul posto, venendo consumate poi per strada, ancora tiepide e croccanti.
Nella provincia di Messina vi è un'antica tradizione legata alla sola preparazione della calia nel comune di Naso, sui monti Nebrodi, realizzata anche con l'ausilio di un macchinario appositamente inventato dai "caliari" nasensi.

## Nelle altre regioni
I ceci abbrustoliti (calia) sono tipici anche della cucina tradizionale calabrese. Il Ministero delle politiche agricole alimentari e forestali li ha inseriti nella lista dei prodotti agroalimentari tradizionali calabresi (PAT).